# كارولين إس. غوردون
كارولين إس. غوردون (بالإنجليزية: Carolyn S. Gordon)‏ هي رياضياتية أمريكية، ولدت في 26 ديسمبر 1950 في تشارلستون في الولايات المتحدة.